# Miß Venus
Miß Venus ist ein deutsches Stummfilm-Singspiel aus dem Jahre 1921 von Ludwig Czerny, der damit versuchte, die Filmoperette als Leinwandgenre in Deutschland zu etablieren. Die Hauptrolle spielte Ada Svedin, die Gattin des Regisseurs. Der damals 20-jährige Nachwuchsschauspieler Willy Fritsch gab hier mit einer täglichen Filmgage von 15 bis 20 Reichsmark sein Filmdebüt.

## Handlung
Der attraktive und elegante Bobby Parker gilt als Tausendsassa und Charmebolzen unter den Journalisten und Reportern New Yorks. Er versteht es, jede Nachricht als Sensation zu verkaufen, egal ob sie nun stimmt oder nicht. Oftmals gerät er mit seiner leichtfertigen Berufsauffassung in Gegensatz zu Miss Hucklebey, einer verhärmten Polizeibeamtin, die sich seit Einführung der Prohibition das Ziel gesetzt hat, jeden Alkoholvorrat in der Stadt eigenhändig zu vernichten. Dass sich Bobby mit Hucklebeys Nichte verlobt hat, macht die ganze Angelegenheit nicht leichter. Eines Tages wittert Bobby eine neue Sensation, denn eine kesse junge Dame namens Maud Goggodan, die verwöhnte Tochter eines Milliardärs, der sie liebend gern unter die Haube bringen möchte, hat die halbe Stadt zuplakatiert bzw. Unmengen an Annoncen geschaltet, mit denen sie nach 2000 Männern Ausschau hält, unter denen sie den für sie „Richtigen“ zu finden erhofft.
Als Maud des „Richtigen“, nämlich Bobby, ansichtig wird, ist es um sie geschehen. Doch Bobby, der trotz seiner rasch erwachenden Gefühle für Maud nicht gerade über eine Anzeige oder eine Plakatierung an eine Ehefrau kommen möchte, tut so, als hätte er überhaupt kein Interesse an ihr, weder an der hübschen jungen Frau noch an den Milliarden ihres Vaters, die eines Tages als Mitgift winken dürften. Schon bald bereut der rasende New Yorker Reporter seine Entscheidung. Als Bobby eines Abends im Scala-Theater eine Varietévorstellung besucht, staunt er nicht schlecht über die tänzerischen Einlagen der auftretenden Miss Venus. Dass es sich dabei um Maud Goggodan handelt, ahnt er da noch nicht. Dann aber nehmen die Dinge ihren Lauf: Bald lässt Maud die Werbeflächen der Stadt mit dem Schriftzug „Miss Goggodan hat sich entschieden“ zukleistern und heiratet ihren Bobby. Dann geht es mit Musik und Tanz operettengemäß erst richtig los, denn bald hat Bobby auch  seine ehemalige Verlobte unter die Haube gebracht: Aus ihr, Mrs. Thompson, ist qua Heirat die neue Mrs. Goggodan, also Mauds Stiefmutter, geworden, und alle sind’s zufrieden.

## Produktionsnotizen
Miß Venus entstand an wenigen Tagen in Berlin-Dahlem im Frühjahr 1921, passierte die Zensur am 6. August desselben Jahres und wurde am 16. September 1921 in den Saalburg-Lichtspielen uraufgeführt. Der mit Jugendverbot belegte Fünfakter besaß eine Länge von 2648 Meter.
Robert Neppach gestaltete die Filmbauten. Willy Godlewski sorgte für die Choreographie. Die Gesangstexte verfasste Will Steinberg.
Manny Ziener zog sich nach diesem Film für gut ein Jahrzehnt von der Leinwand zurück und stand erst nach der Einführung des Tonfilms wieder vor der Kamera.
Die Musiknummern der beiden Komponisten Hans Ailbout und Otto Tilmar Springefeld umfassen unter anderem spanisch-mexikanische Rhythmen, Foxtrotts, One- und Two-Steps, Walzer und (damals so genannte) „Niggertänze“.

## Wissenswertes
Regisseur und Produzent Ludwig Czerny hatte sich mit seiner Produktionsfirma Noto-Film zu diesem Zeitpunkt auf Stummfilm-Operetten spezialisiert und dafür gemeinsam mit Otto Tilmar Springefeld das so genannte „Noto-Film“-System
entwickelt, das erstmals im Jahr zuvor in „Das Kußverbot“ mehr schlecht als recht eingesetzt wurde. Bei dem auch unter dem Namen Czerny-Springefeld-Verfahren bekannten Prinzip wurde ein Notenband ins Filmnegativ einkopiert, das dem im Kinosaal anwesenden Kapellmeister und seinem Orchester als Vorlage dienen sollte. Während der filmischen Musikpassagen konnte somit der Kapellmeister von dem am unteren Bildrand laufenden Notenband die Melodie dirigieren.
Die im Kinosaal anwesenden Sänger versuchten ihre Arien synchron zu den Lippenbewegungen der Schauspieler auf der Leinwand vorzutragen. Die technisch nicht wirklich ausgereifte Stummfilmoperette konnte sich jedoch trotz allen Aufwandes beim Publikum nicht durchsetzen und galt Mitte der 1920er Jahre als gescheitert.

## Kritiken
Die Linzer Tages-Post befand: „Der Versuch, die Filmdarsteller singend und sprechend einzuführen, ist schon öfters gemacht worden, doch ist es nicht gelungen, die Mimik und Gesten der Darsteller mit den gesungenen und gesprochenen Worten der anderen so vollends in Einklang zu bringen, dass dieser Kinotrik [sic!] auf Vollkommenheit Anspruch erheben kann. Aber immerhin wurde in „Miß Venus“ es wieder mit Glück versucht, diese Täuschung hervorzurufen, wodurch dieser Filmopertte [sic!] zu einem besonderen Erfolg verholfen wird.“
Die österreichische Zeitung Sport im Bild lobte vor allem die regielichen Einfälle, etwa „die ‚X-Y-Strahlen‘, mit denen man auf die größte Entfernung, durch Häuser, über Straßen hinweg photographieren kann. Da gibt es im Lande des Alkoholverbots geheime Bars, die von außen wie der Betsaal einer Heilsarmee aussehen. Man zeigt Tabakpflanzen, die gleich fertige Zigaretten hervorbringen.“ An späterer Stelle heißt es außerdem: „Die Darstellung ist ausgezeichnet. Die Vertreter der einzelnen Rollen sind erprobte Kräfte, die sich beim Film ebenso wie bei der Operette schon lange einen Namen gemacht haben.“
Die Prager Zeitung urteilte: „Die Darstellung mit Ada Svedin in der weiblichen und Charles Willy Kaiser in der männlichen Hauptrolle ist vorzüglich, die Regie bietet sehr hübsche, lebendige und saubere Bilder und die Ausstattung arbeitet mit einem Aufwand, den sich eine Bühnenoperette niemals leisten kann und wie man sie sonst nur bei Monumentalfilmen zu sehen bekommt. Die Gesänge und Tanzchöre werden dort, wo der Film jeweils erscheint, von einem besonders zusammengestellten Ensemble im Orchesterraume oder hinter der Leinwand ausgeführt.“